# Salomo Heinrich Vestring
Salomo Heinrich Vestring (* 1663 in Pärnu; † 28. Apriljul. / 9. Mai 1749greg. ebenda) war ein livländischer Geistlicher und Literat. Er verfasste Anfang des 18. Jahrhunderts eines der ersten umfassenden estnisch-deutschen Wörterbücher.

## Leben und Werk
Salomo Heinrich Vestring wurde als Sohn des Pastors der estnischen Gemeinde von Pärnu (deutsch Pernau), Johann Vestring, geboren. Von 1678 bis 1684 besuchte Salomo Vestring das Lyzeum in Riga. Ab 1684 studierte er an der Universität Wittenberg, wo er im August 1685 Respondent einer Disputation unter Vorsitz von Christoph Reuchlin war.
Von 1690 bis 1692 war Vestring Nachfolger von Adrian Virginius als Vikar in Puhja. Als 1692 Bernhard Freier starb, wurde Vestring sein Nachfolger als Pastor der estnischen Gemeinden von Pärnu und Tori (Torgel). 1709 beschuldigte die Kirche Vestring des Pietismus und entfernte ihn aus seinem Amt.
1711 wurde Vestring zum Propst von Pärnu gewählt. Er hatte das Amt bis zu seinem Tod 1749 inne.
Vestring war deutscher Muttersprachler, beherrschte aber sehr gut Estnisch. Er bearbeitete sprachlich das 1691 erschienene Gebets- und Gesangbuch von Adrian Virginius für den Neudruck. Vestring schrieb für die zweite Auflage das Vorwort des von Johann Hornung zusammengestellten und 1701 von Adrian Virginius im Druck herausgegebenen Erbauungsbuchs Ma kele Koddo ja Kirgo Ramatu. Gemeinsam mit dem Pastor der Gemeinde von Pilistvere (Pillistfer) arbeitete Vestring im Auftrag des Bischofs von Estland, Jakob Lange, an einer Bibelübersetzung ins Nordestnische. Grundlage war die Übersetzung in die südestnische Sprache von Johann Gutslaff.

## Lexicon esthonico germanicum
Hauptwerk Vestrings war sein zwischen 1720 und 1730 entstandenes (nord)estnisch-deutsches Wörterbuch unter dem Titel Lexicon esthonico germanicum. Es umfasst 8.000 bis 9.000 estnische Einträge sowie 88 Sprichwörter und 114 Redewendungen. Das Wörterbuch erschien erst 1998 im Druck, war aber als Handschrift während des 18. Jahrhunderts weit verbreitet.
Das umfangreiche Wörterbuch spielte im gesamten 18. Jahrhundert eine zentrale Rolle. Zwei Exemplare des Werks, das für die estnische Sprachgeschichte von großer Bedeutung ist, sind heute noch erhalten. Auf Vestrings Werk stützten sich unter anderem Anton thor Helles und Eberhard Gutsleff d. J. bahnbrechende Kurtzgefasste Anweisung zur Ehstnischen Sprache, die 1732 in Halle (Saale) erschien, sowie August Wilhelm Hupels Ehstnische Sprachlehre für beide Hauptdialekte, den revalschen und den dörptschen; nebst dem vollständigen Wörterbuch von 1780.

## Privatleben
Salomo Heinrich Vestring heiratete 1693 Magdalene Sophie Dauthe und 1697 die Tochter des Pastors von Haljala, Anna Sophie Balcke.